# Alcindo Sodré
Alcindo de Azevedo Sodré (Porto Alegre, 30 de novembro de 1895 – Petrópolis, 16 de março de 1952) foi um médico, político, historiador, advogado e jornalista brasileiro, tendo sido o mentor e primeiro diretor do Museu Imperial.

## Biografia

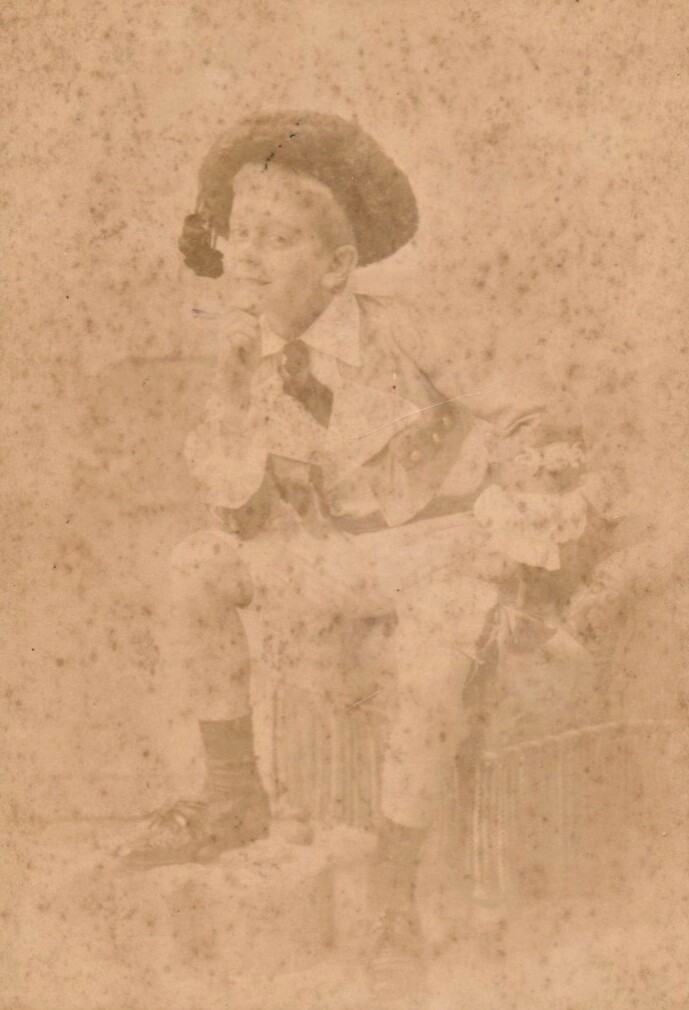
Fotografia de Alcindo Sodré aos 12 anos de idade, em 1907.

Com Alcindo ainda criança, sua família mudou-se para Petrópolis, no estado do Rio de Janeiro, onde ele estudou no Colégio São Vicente de Paulo.
Viveu no Rio de Janeiro onde graduou-se em direito pela Faculdade de Ciências Jurídicas e Sociais do Rio de Janeiro (1916) e, logo após, em medicina, em 1921.
Em seu retorno à vida em Petrópolis, foi vereador nas legislaturas de 1922, 1924, 1929 e 1936, ocupando vários cargos na mesa diretora, inclusive a presidência da câmara. Foi prefeito interino de Petrópolis de 31 de janeiro de 1923 a 6 de março de 1923, e de 10 de abril de 1939 a 27 de abril de 1939; de 14 de abril de 1945 a 20 de novembro de 1945 foi nomeado prefeito pelo interventor federal.
Dirigiu a Tribuna de Petrópolis de 1923 a 1925, e o Jornal de Petrópolis de 1925 a 1929.
Foi mentor e primeiro diretor do Museu Imperial de Petrópolis, inaugurado em 16 de março de 1943, pelo presidente Getúlio Vargas.